# Adolf Seredyński
Adolf Seredyński – c.k. urzędnik austriacki, starosta grybowski około 1871.
Honorowy obywatel miasta Grybowa. W 1864 odznaczony Krzyżem Kawalerskim Orderu Franciszka Józefa.